# Paola Klokler
Paola Klokler (São Paulo, 26 de janeiro de 1991) é uma basquetebolista paralímpica brasileira.

## Carreira
Paola Klokler nasceu com má-formação no fêmur esquerdo. Segundo Klokler, sua família era tradicional, rígida e conservadora, e seus avós "não conseguiam aceitar o fato de ter uma neta com deficiência". Além disso, seu pai biológico "decidiu sumir". Ela relata que os parentes tinham "muita dificuldade em visualizar um futuro" para ela.
Aos sete anos, Klokler pediu a indicação de um esporte para um médico na Associação de Assistência à Criança Deficiente (AACD). Klokler escolheu a natação e, em um mês, já nadava os quatro estilos "com perfeição e agilidade". Devido à rápida evolução, foi para a equipe competitiva da AACD e se tornou campeã brasileira, paulista e regional. Aos dez anos, Klokler descobriu o basquete em cadeira de rodas, que se tornou seu esporte favorito.
| “ | Eu procurei a modalidade por não me conformar com os professores de Educação Física que me diziam que eu não podia fazer esporte por ter uma deficiência. Mas quando vi que, no basquete tinha de usar cadeira de rodas, recusei até minha mãe me sentar na cadeira. Simplesmente me apaixonei pela modalidade, principalmente, por ser coletiva | ” |

Paola sentiu-se mais familiarizada com o basquete por ser uma criança hiperativa, pois a permitia "brincar e correr". Inicialmente, participou da equipe infantil da Associação Desportiva para Deficientes (ADD), que ela relata que eram apenas "crianças em cadeiras de rodas adaptadas, brincando com uma bola e só isso". Posteriormente, Paola se tornou atleta profissional e uma das principais integrantes da Seleção Feminina de Basquete em Cadeira de Rodas.
Conquistou quatro medalhas de bronze nos Jogos Parapan-Americanos: em 2011, 2015, 2019 e 2023. Obteve duas medalhas de bronze na Copa das Américas em 2017 e 2022, e também ouro no Campeonato Sul-Americano em 2017. Em 2023, no Campeonato Brasileiro feminino de basquete em cadeira de rodas, foi vice-campeã.

## Vida pessoal
Paola atua como modelo e já participou de eventos como a São Paulo Fashion Week e constantemente é convidada para feiras e eventos.